# Carlos Roberto Ferreira
Carlos Roberto Ferreira, também conhecido por Madureira (Rio de Janeiro, 28 de agosto de 1941), é um ex-futebolista brasileiro.

## Carreira
Atuava como meio-campista e jogou no Grêmio Foot-Ball Porto Alegrense (onde foi campeão regional e vice campeão da Taça Brasil), no Esporte Clube Metropol (sendo campeão catarinense), na Sociedade Esportiva Palmeiras (onde foi campeão brasileiro de 1969 no Torneio Roberto Gomes Pedrosa), no Clube Atlético Ferroviário e no Clube Atlético Paranaense, na Associação Portuguesa de Desportos, no Club de Regatas Vasco da Gama, entre outros.

## Gol de placa
Madureira é o autor de um dos gols mais bonitos (marcados em estádios do Paraná, conforme os cronistas locais) e histórico do Paraná. Na tarde de 8 de setembro de 1968, o Atlético Paranaense recebeu o Santos Futebol Clube de Pelé, pelo Torneio Roberto Gomes Pedrosa, ganhando de 3–2 do alvi-negro paulista. O gol de madureira, anotado aos dezesseis minutos do segundo tempo, quando Madureira driblou toda a zaga santista, foi considerado um "Gol de Placa", em um jogo histórico, pois é nesta partida que estabeleceu-se o recorde de público do Estádio Durival Britto e Silva, com mais de 24.300 espectadores.

## Apelido
O apelido de Madureira decorre de ter usado, na infância, uma camisa do Madureira Esporte Clube, enquanto todos os demais colegas usavam a camisa do tricolor das laranjeira (Fluminense). O equívoco ocorreu, porque o combinado era usar a camisa do tricolor Fluminense num torneio de futebol e o pequeno Carlos Roberto chegou com a camiseta do "Tricolor Suburbano". 

## Livro
Em 2015 foi lançado, pelo escritor e jornalista Josias Lacour, o livro “Madureira, craque & guerreiro”.